# Yuracaré (langue)
Cet article concerne la langue yuracaré. Pour le peuple yuracaré, voir yuracare.
Le yuracaré est une langue amérindienne isolée parlée en Amazonie bolivienne, principalement dans les départements de Cochabamba et du Beni. On rencontre aussi quelques locuteurs dans les départements limitrophes de Santa Cruz, sur la rivière Ichilo et de La Paz, dans la région de Covendo (en).
La langue, qui est parlée par 2 675 Yuracaré sur une population ethnique de  3 333 personnes, est en danger.

## Écriture
| Majuscules | A | B | Ch | D | Dy | E | Ë  | I | J | K | L | M |  |  |
| Minuscules | a | b | ch | d | dy | e | ë  | i | j | k | l | m |  |  |
|            |   |   |    |   |    |   |    |   |   |   |   |   |  |  |
| Majuscules | N | Ñ | O  | P | R  | S | Sh | T | U | Ü | W | Y |  |  |
| Minuscules | n | ñ | o  | p | r  | s | sh | t | u | ü | w | y |  |  |